# Ken Richmond
Kenneth Alan „Ken” Richmond (ur. 10 lipca 1926 w Kensington, zm. 2 sierpnia 2006 w Londynie) – brytyjski zapaśnik walczący w stylu wolnym. Czterokrotny olimpijczyk. Brązowy medalista z Helsinek 1952; czwarty w Melbourne 1956; piąty w Londynie 1948 i dziewiąty w Rzymie 1960. Walczył w kategorii 87 – plus 87 kg.
Złoty medalista igrzysk Imperium Brytyjskiego i Wspólnoty Brytyjskiej w 1954 i brązowy w 1950 roku, gdzie reprezentował Anglię.
Jedenastokrotny mistrz kraju w: 1950 (87 kg), 1949, 1950, 1952-1966, 1958-1960 (open).
- Turniej w Londynie 1948

Pokonał Turka Mustafę Çakmaka, a przegrał z Ibrahimem Urabi z Egiptu i Karlem-Erikiem Nilssonem ze Szwecji.
- Turniej w Helsinkach 1952

Wygrał z Adolfo Ramírezem z Argentyny, Józsefem Kovacsem z Węgier i Willi Waltnerem z Niemiec, a przegrał z Arsenem Mekokiszwilim z ZSRR i Bertilem Antonssonem ze Szwecji.
- Turniej w Melbourne 1956

Zwyciężył Lila Rama z Indii i Williama Kerslake’a z USA, a przegrał z Iwanem Wychrystiukiem z ZSRR i Bułgarem Juseinem Mechmedowem.
- Turniej w Rzymie 1960

Triumfował w pojedynku z Nizamem Subhanim z Afganistanu i przegrał z Williamem Kerslake’em z USA i Jánosem Reznákiem z Węgier.